# Ліна Чанка
Ліна Чанка — капрал Латвії під час Першої світової війни та війни за незалежність Латвії.Вона служила в 3-му Курземському латиському стрілецькому полку під псевдонімом «Яніс Чанка» і була відома як перша жінка, яка отримала Військовий орден Лачплесиса, найвищу військову нагороду Латвії.

## Військова кар'єра
Ліна Чанка народилася 5 листопада 1893 року в родині землероба на хуторі «Межзілес» поблизу Рендської парафії з 4 сестрами та 1 братом. На початку Першої світової війни її родина виїхала в біженці в Україну, але Ліна залишилася в Ризі, де з документами померлого брата та на прізвисько «Яніс» добровільно вступила до лав латиських стрільців. Потім записалася в 3-й Курземський латиський стрілецький полк і брала участь у всіх боях полку на Ризькому фронті. Під час війни вона часто повторювала фразу:
 
Після того, як у 1915 році було виявлено її справжню стать, вона продовжувала служити в маєтку Павасару в Слоці і, незважаючи на поранення, залишилася на передовій і продовжувала битву під безперервним вогнем ворога, поки не була поранена вдруге. У 1916 році брала участь у всіх боях за оборону Невес Сала влітку та брала участь у Різдвяних битвах під Тірелпурвою як старша фельдшерка і самовіддано продовжувала службу під безперервним ворожим вогнем. Під час служби в Росії вона була нагороджена орденом Святого Георгія III і IV ступеня, а також підвищена до звання капрала.
Після відходу латиських стрільців до Росії та розвалу фронту вона залишилася в Латвії і у вересні 1919 року добровільно вступила до латиської армії та служила в служила в 5-му піхотному полку ім. Цесіса.

## Вихід на пенсію та поховання
У 1920 році вона вийшла на пенсію, а в травні 1921 року отримала нову ферму в Ліелрендасі під назвою «Вірсайші», де вона стала фермеркою в епоху незалежності Латвії. У 1921 році вона отримала орден Лачплесиса III ступеня, а в 1927 році вона була нагороджена орденом Трьох зірок IV ступеня. Пізніше вона вийшла заміж за Роберта Фройденфельда. Однак під час Великої депресії вона потрапила в борг і була змушена взяти позику, щоб погасити борг. Але коли їй довелося виплачувати позику, незважаючи на звернення до Ради Військового Ордену Лачплесиса за фінансовою допомогою, борги були надто великими, тому в 1934 році вона була змушена продати свою ферму та погодитись на меншу ферму в Канніенієкос, парафія Маткуле.
Її нова власність також не проіснувала довго, оскільки її продали в 1937 році та купили ще меншу ферму під назвою «Laimas» у парафії Мілзкалне, округ Тукума. Потім вони продали цю ферму на користь «Eglītes» у волості Заленієкі. Наприкінці 1930-х років повідомлялося, що Чанка добровільно трималася осторонь громадського життя, віддаючи перевагу простішому життю зі своїм чоловіком. Після початку Другої світової війни її прийомний син записався до латвійського Добровольчого легіону СС, і Чанка разом із чоловіком відкрила їдальню для легіонерів, а також доставляла їжу та товари латвійським легіонерам, які служили на Східному фронті.
Після Другої світової війни стала репресованою громадянкою Латвійської РСР, втративши все своє майно. Решту життя вона провела в будинку престарілих Реґі в Кулдизькому районі, де й померла 9 червня 1981 року. У 1989 році її перепоховали на родинному цвинтарі в приході Ренда.